# Cowpen
Cowpen – wieś w Anglii, w hrabstwie Northumberland. Leży 18 km na północ od miasta Newcastle upon Tyne i 413 km na północ od Londynu.